# 블루아성

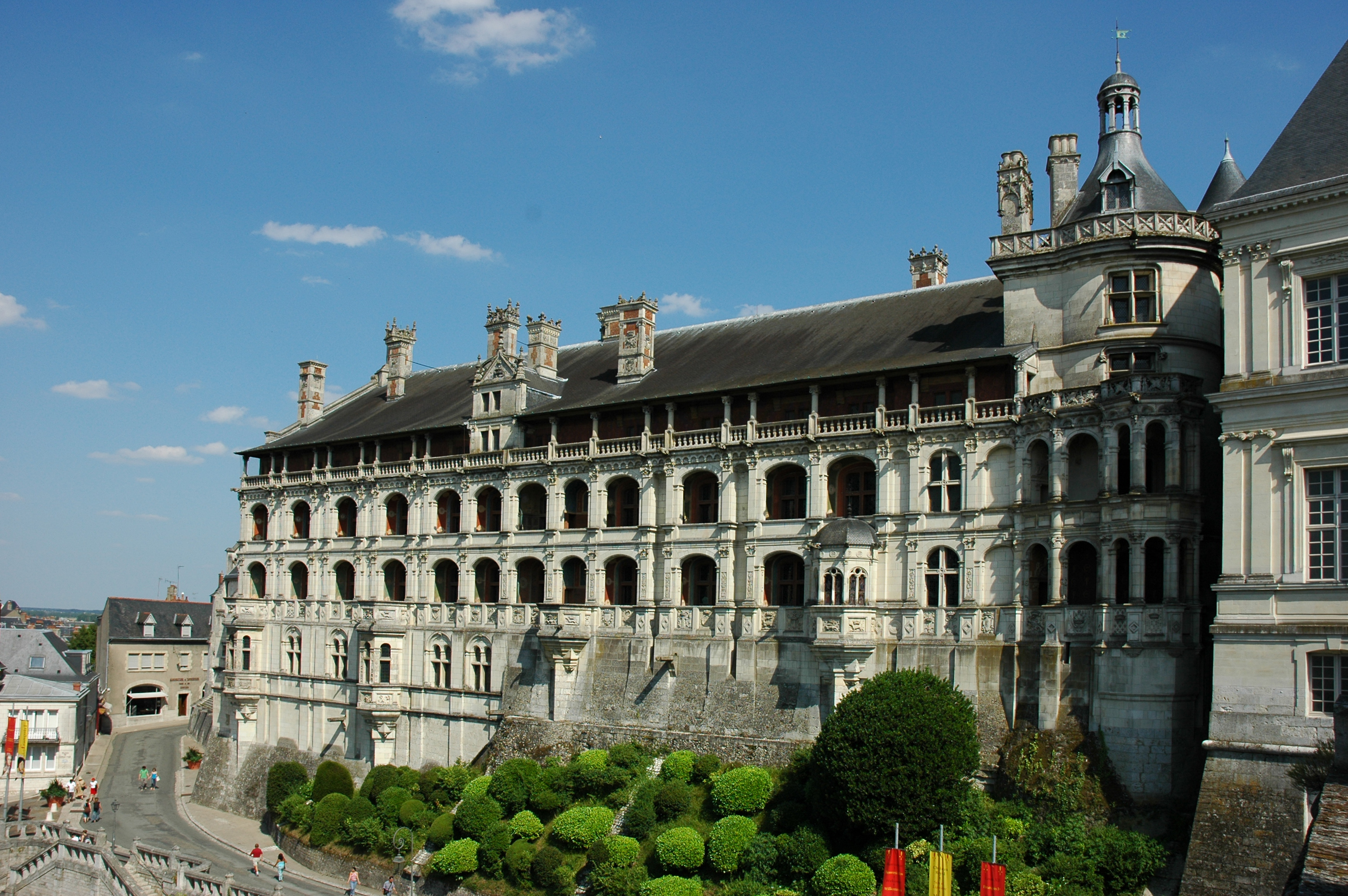

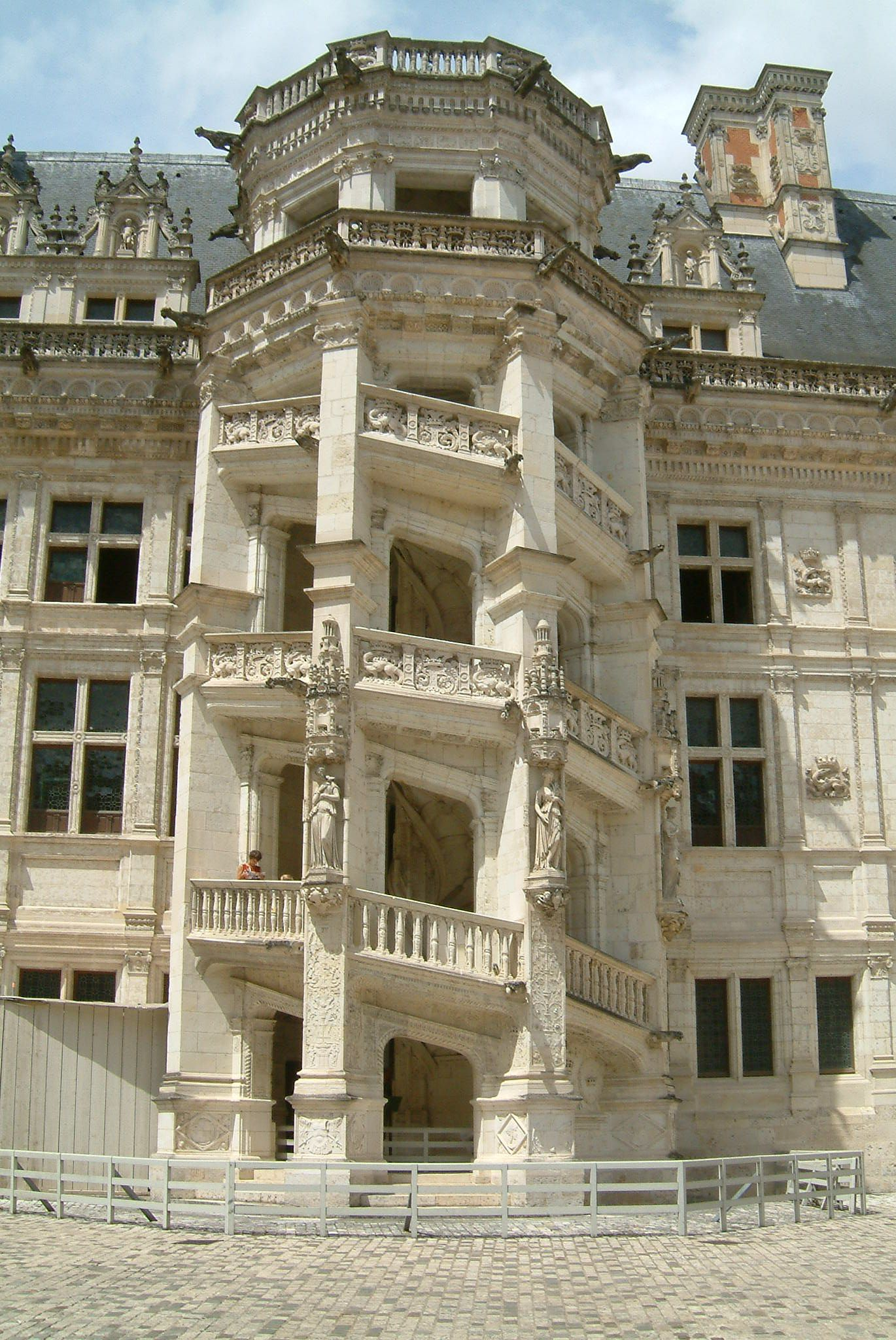
The Château's most renowned feature, the spiral staircase in the François I wing.

블루아성(프랑스어: Château de Blois)은 프랑스 루아르 계곡의 루아르에셰르주에 있는 왕궁이다. 여러 프랑스 왕들의 거주지로, 1429년 잔다르크가 오를레앙에서 온 잉글랜드 군사를 몰아내기 위해 출발하기 전, 랭스 주교에게 신의 가호를 받은 곳이다.

## 미디어
- 유네스코 세계유산

## 같이 보기
- 프랑스의 성 목록 (en)